# Yukarıokçular, Çanakkale
Yukarıokçular là một xã thuộc thành phố Çanakkale, tỉnh Çanakkale, Thổ Nhĩ Kỳ. Dân số thời điểm năm 2011 là 100 người.